# Gare de Morlaix
Ne doit pas être confondue avec les gares de Morlay ou de Morley.
La gare de Morlaix est une gare ferroviaire française de la ligne de Paris-Montparnasse à Brest, située à la sortie du viaduc de Morlaix en surplomb du centre-ville de Morlaix, dans le département du Finistère, en région Bretagne.
Il s’agit de la quatrième gare du département avec environ 850 000 voyageurs annuels en 2024, derrière Brest, Quimper et Landerneau.
Elle est mise en service en 1865 par la compagnie des chemins de fer de l'Ouest.
C'est une gare de la Société nationale des chemins de fer français (SNCF), desservie par des TGV et les trains régionaux du réseau TER Bretagne.

## Situation ferroviaire
Établie à 61 mètres d'altitude, la gare de bifurcation de Morlaix est située au point kilométrique (PK) 562,761 de la ligne de Paris-Montparnasse à Brest, entre les gares de Plouigneau et Pleyber-Christ. 
C'était également la gare d'origine de la ligne de Morlaix à Roscoff, la gare ouverte suivante est celle de Saint-Pol-de-Léon. S'intercalent les gares fermées de Taulé - Henvic, d'Henvic - Carantec, et de Plouénan.
Il existait jusqu'au milieu du XXe siècle deux autres lignes ferroviaires qui partaient de la gare : la ligne de Morlaix à Carhaix, à voie métrique, qui bifurquait de la ligne côté Paris après le viaduc, et le raccordement au port de Morlaix, à voie normale, qui partait au nord vers Saint-Martin-des-Champs, puis faisait demi-tour (près de l'actuelle maison de retraite Saint-François) en empruntant l'ex-RN169 jusqu'au port de Morlaix (d'où partait la ligne à voie métrique Morlaix-Primel (Plougasnou)-Lannion). Ces deux voies sont remplacées par la suite par des voies vertes.

## Histoire

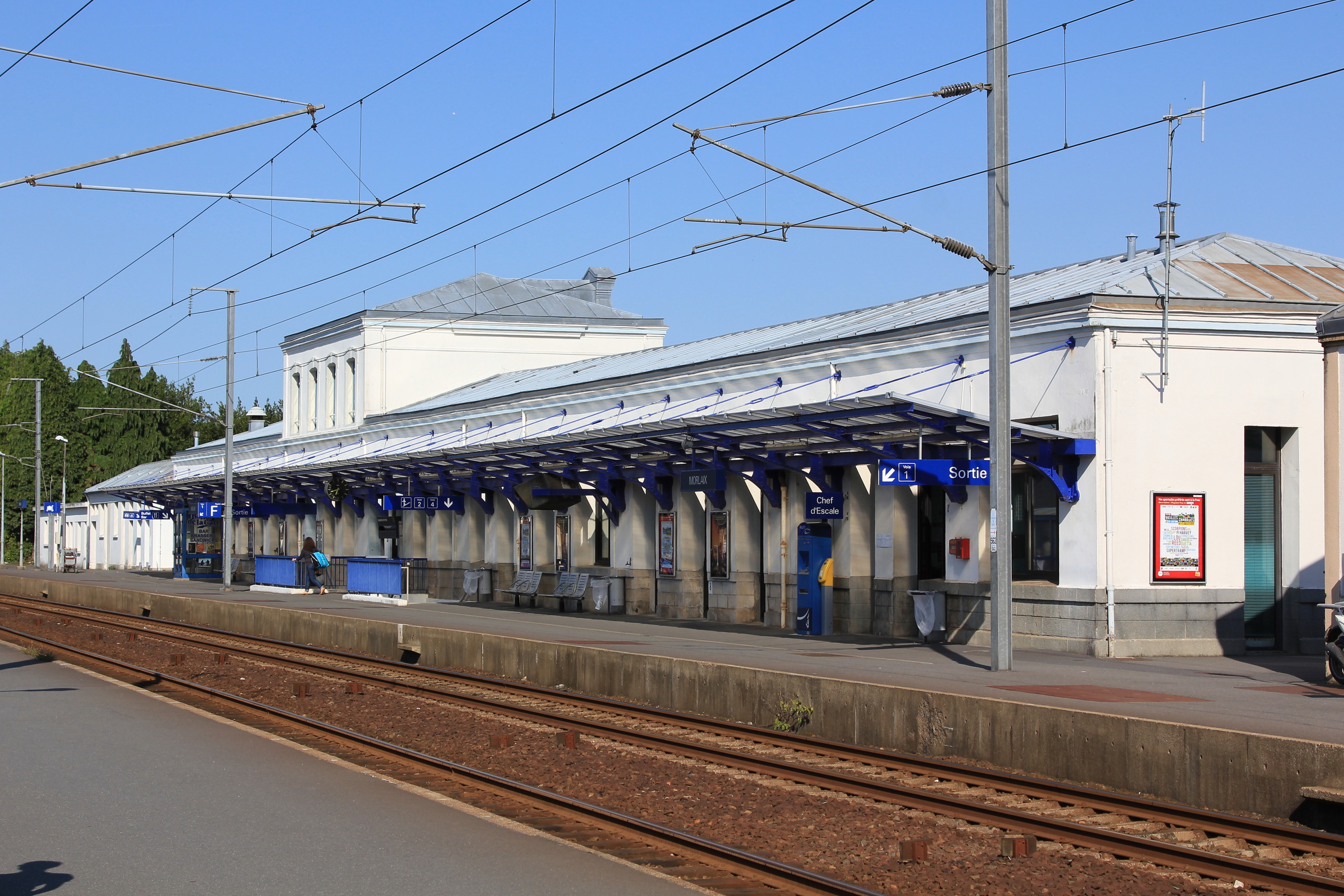
Le bâtiment voyageurs vus des quais, avec notamment la marquise du premier quai.

La station de Morlaix est mise en service le 26 avril 1865 par la Compagnie des chemins de fer de l'Ouest, lorsqu'elle ouvre à l'exploitation la section de Guingamp à Brest de sa ligne de Rennes à Brest. La station est établie sur la colline de la rive gauche à la sortie du viaduc.
Le 10 juin 1883 a lieu la mise en service des 26 km de la voie ferrée d'intérêt local de l'embranchement de Morlaix à Roscoff, inscrit sous le numéro 74 dans le plan Freycinet de 1879.

### Restructuration et pôle d'échange multimodal (PEM)
Au début des années 2010, le projet de Bretagne Grande Vitesse commence à se mettre en place. Ce projet inclut dans ses grandes mesures la rénovation des lignes régionales de la région Bretagne en parallèle de la construction d'une ligne à grande vitesse (LGV) entre Le Mans et Rennes. Dans le projet, les gares sont associées pour être modernisées et accueillir dans de meilleures conditions les voyageurs, leur nombre étant prévu à la hausse sur la décennie 2020. C'est dans ce contexte que Morlaix Communauté et ses partenaires, telles les villes de Morlaix et de Saint-Martin-des-Champs, créer un « comité de pilotage pôle gare ». En janvier 2011, le comité de pilotage du pôle gare adopte un projet de « pôle d'échange multimodal » (PEM), malgré des désaccords entre Morlaix Communauté et la ville.
Les enjeux avancés sont alors multiples :
- accueillir de manière optimale les voyageurs et accompagner leur augmentation ;
- faciliter les accès à la gare et les échanges multimodaux (piétons, cyclistes, bus, car, taxi, train) ;
- élaborer un projet d'aménagement et de développement du quartier dit de la gare, notamment par la réunion de la partie urbaine nord séparée de la partie sud par la gare elle-même.

Pour le bâtiment voyageurs, des travaux de réfection et de mise aux normes, notamment pour les personnes à mobilité réduite (PMR), sont alors lancés. Un espace de commerce plus grand voit le jour (100 m2 contre 10 auparavant). L'accès à la gare en lui-même est revu et conçu afin de répondre aux nouvelles normes du moment, notamment en matière de handicap. Les quais sont refait à neuf et mis aux normes. La nouvelle signalétique des gares de Bretagne est à l'occasion installée progressivement. Le bâtiment voyageurs est alors en travaux entre octobre 2015 et juin 2016.
Pour la partie plus urbaine, les aménagements prévus sont multiples. Dans la première phase, une passerelle voyageurs doit être édifiée. Le 23 juin 2014, l'ancienne gare aux marchandises est démolie. Les éléments composant le tablier, fabriqués en Suisse, arrivent en gare de Morlaix à la fin octobre 2015. À la suite de retards, la pose effective du tablier ainsi que de l'aile (toit) de la passerelle se déroule dans la semaine du 14 au 18 mars 2016. L'aile est précisément déployée le 16 mars et à cette occasion le public est convié à la pose dans un espace réservé. Son installation, qui devait s'étendre entre mai 2015 et mai 2016, prend du retard en raison de problèmes de soudures, mais est ouverte au public le 10 avril 2017,.
Deux parkings sont aménagés côté nord, d'une capacité de 200 et de 71 places, ce dernier pour les abonnés TER possédant une carte Korrigo. En tout, 387 places de parking sont proposées aux voyageurs et aux riverains. La partie sud de la gare est aménagée sous forme d'espaces réservés aux transports, au public et aux taxis. La gare routière y est maintenue mais réorganisée. Le parvis de la gare y est également restructuré afin de facilité son insertion dans l'espace urbain,. La couleur des dalles est censée rappeler le côté marin de la ville de Morlaix (référence au sable).
Le nouveau pôle d'échange multimodal (PEM) est inauguré le 30 septembre 2017, en présence de 300 invités. La gare LGV commence dans les faits à fonctionner dès le 2 juillet 2017, l'inauguration officielle ayant lieu en septembre. Si les festivités commencent vers 13 h 30, l'inauguration officielle débute à 17 h avec la révélation de l'œuvre Samare, une statue du sculpteur Guillaume Castel.
Au départ, le PEM est chiffré à 13,1 millions d'euros, Morlaix Communauté en supportant 41,90 % et la région 22,93 %. In fine, le PEM aura coûté 15,7 millions d'euros HT (parking, bâtiment voyageurs, etc.), dont 57,6 % ont été pris en charge par Morlaix Communauté. La passerelle eut un coût de 5,9 millions d'euros. Les festivités pour l'inauguration revinrent à 97 000 euros.

### Le quartier de la gare
En prolongement de cette rénovation de la gare, c'est tout le quartier de la gare qui a droit à une refonte. Un bâtiment de deux étages avec parking souterrain doit prendre place à l'est du parvis pour le fermer. Il remplace ainsi d'anciens bâtiments appartenant à la SNCF. Le deuxième étage doit normalement abriter un restaurant avec une vue de 360° sur la ville. Initialement, le projet est évalué à 6,5 millions d'euros.
En haut de la rue Gambetta, un projet surnommé « Gambetta Est » devait faire émerger un pôle santé. Après l'alternance municipale de juin 2020, la nouvelle municipalité abandonne l'idée pour le remplacer par un projet d'immeuble d'habitations, orienté vers les seniors, les étudiants et les familles. Ces logements devraient sortir de terre entre 2024 et 2025,.

## Fréquentation
De 2015 à 2023, selon les estimations de la SNCF, la fréquentation annuelle de la gare s'élève aux nombres indiqués dans le tableau ci-dessous.
| Année                      | 2015    | 2016    | 2017    | 2018    | 2019    | 2020    | 2021    | 2022    | 2023      | 2024      |
| -------------------------- | ------- | ------- | ------- | ------- | ------- | ------- | ------- | ------- | --------- | --------- |
| Voyageurs                  | 543 195 | 550 739 | 580 379 | 551 004 | 607 843 | 411 383 | 563 262 | 739 465 | 820 551   | 850 223   |
| Voyageurs et non-voyageurs | 678 993 | 688 424 | 725 474 | 688 755 | 759 804 | 514 229 | 731 510 | 960 345 | 1 065 651 | 1 104 186 |

Entre le 2 juillet 2017 et l'inauguration officielle de la gare le 30 septembre de la même année, le trafic a augmenté de 19 %, ce qui représente près de 10 000 voyages supplémentaires durant les mois de juillet et d'août 2017.

## Service des voyageurs

### Accueil
La gare dispose d'un bâtiment voyageurs avec guichets ouverts tous les jours.

### Desserte
Les TGV (marques TGV inOui et Ouigo) de la ligne Paris-Montparnasse - Rennes - Brest desservent la gare à raison de sept aller-retour quotidiens. Ils relient généralement Paris en 3 h 10. Morlaix est également desservie par des trains TER Bretagne qui circulent sur la ligne 1 (Rennes - Saint-Brieuc - Brest), la ligne 21 (Saint-Brieuc - Morlaix - Brest), la ligne 22 (Morlaix - Landerneau - Brest) et par le passé sur la ligne 23 (Morlaix - Roscoff).

### Intermodalité
La gare est desservie par les lignes 1, 3, N2, 20, 30, 40, 70 et 80 de Linéotim et le pôle d'échange multimodal propose 387 places de parking pour véhicules légers.
Pendant un temps, il fut envisagé de mettre en activité un ascenseur oblique permettant d'effectuer en deux minutes le trajet reliant la gare à la ville basse en utilisant un tunnel construit au début du XXe siècle. En 2013, une étude de faisabilité pour une mise en service éventuelle, commandée par la municipalité du moment, rend un avis positif. Dans le cadre du plan gouvernemental « Action Cœur de ville », Morlaix devait recevoir une aide financière pour effectuer la mise en travaux. Le changement de municipalité en juin 2020 abandonne le projet au profit d'une desserte par navette électrique gratuite, sans remettre en cause le plan « Action Cœur de Ville ».